# Erkenningsregeling
Onder een erkenningsregeling wordt in Nederland verstaan:
'een door of op initiatief van een branche-organisatie ( al of niet met anderen) vastgestelde regeling op grond waarvan een onafhankelijke erkennende instantie verklaart dat een ondernemer, al of niet lid van de organisatie, aan bepaalde eisen voldoet waarmee de ondernemer zich kan profileren.'

## Geschiedenis
De eerste erkenningsregelingen in Nederland ontstonden voor de Tweede Wereldoorlog. Het waren bij wet geregelde vergunningstelsels. Het doel was de veiligheid te vergroten en de volksgezondheid te beschermen. Er waren al vroeg erkenningsregelingen voor gasfitters, waterfitters en elektriciens. Deze regelingen kwamen tot stand door een samenwerking tussen het ministerie van Economische Zaken, de gemeenten, de nutsbedrijven en de branche-organisaties. Op grond van deze regelingen namen nutsbedrijven in hun aansluitvoorwaarden op dat gas, water en elektriciteit alleen zouden worden geleverd als de installatie was aangelegd door een erkend installatiebedrijf.